# 塞鲁堡
塞鲁堡（法語：La Bastide-de-Sérou，法語發音：[la bastid də seʁu]）是法国阿列日省的一个市镇，位于该省中部，属于富瓦区。

## 地理
塞鲁堡（43°0'43"N, 1°25'40"E）面积43.62 平方千米，位于法国奧克西塔尼大區阿列日省，该省份为法国西南部内陆省份，西部和北部与上加龙省接壤，东临奥德省，东南至东比利牛斯省接壤，南与安道尔和西班牙接壤。
与塞鲁堡接壤的市镇（或旧市镇、城区）包括：艾格然特、阿利耶尔、阿尔藏、卡达尔塞、卡斯泰尔诺迪尔邦、阿里兹河畔迪尔邦、埃斯普拉德塞鲁、加布尔、拉尔邦、勒马斯达济勒、蒙泰尔、内斯屈、叙藏。

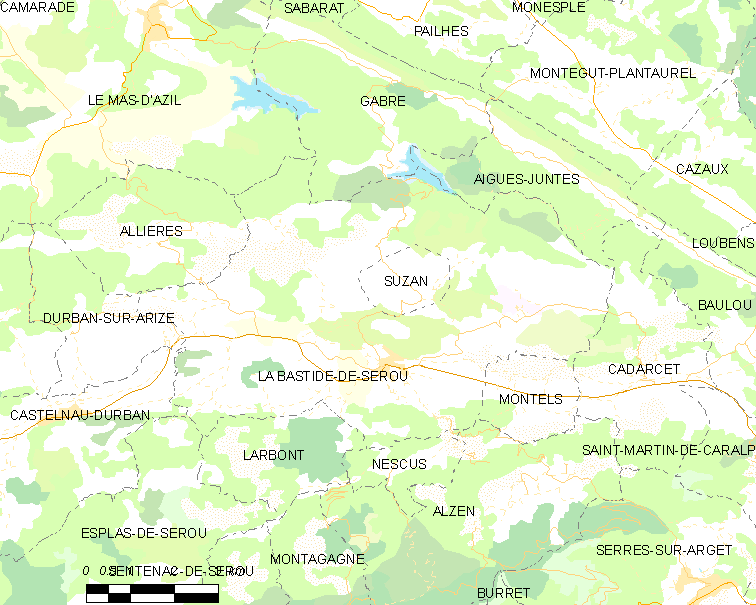
塞鲁堡的OSM定位图

塞鲁堡的时区为UTC+01:00、UTC+02:00（夏令时）。

## 行政
塞鲁堡的邮政编码为09240，INSEE市镇编码为09042。

## 政治
塞鲁堡所属的省级选区为库斯朗东县。

## 人口

1962-2008年间塞鲁堡人口变化图示

塞鲁堡于2022年1月1日时的人口数量为972人。